# 阪南市民病院
阪南市民病院（はんなんしみんびょういん）は、阪南市病院事業の設置等に関する条例 により、大阪府阪南市下出に設置された公立病院である。指定管理者制度を利用し、社会医療法人生長会が経営母体となっている。

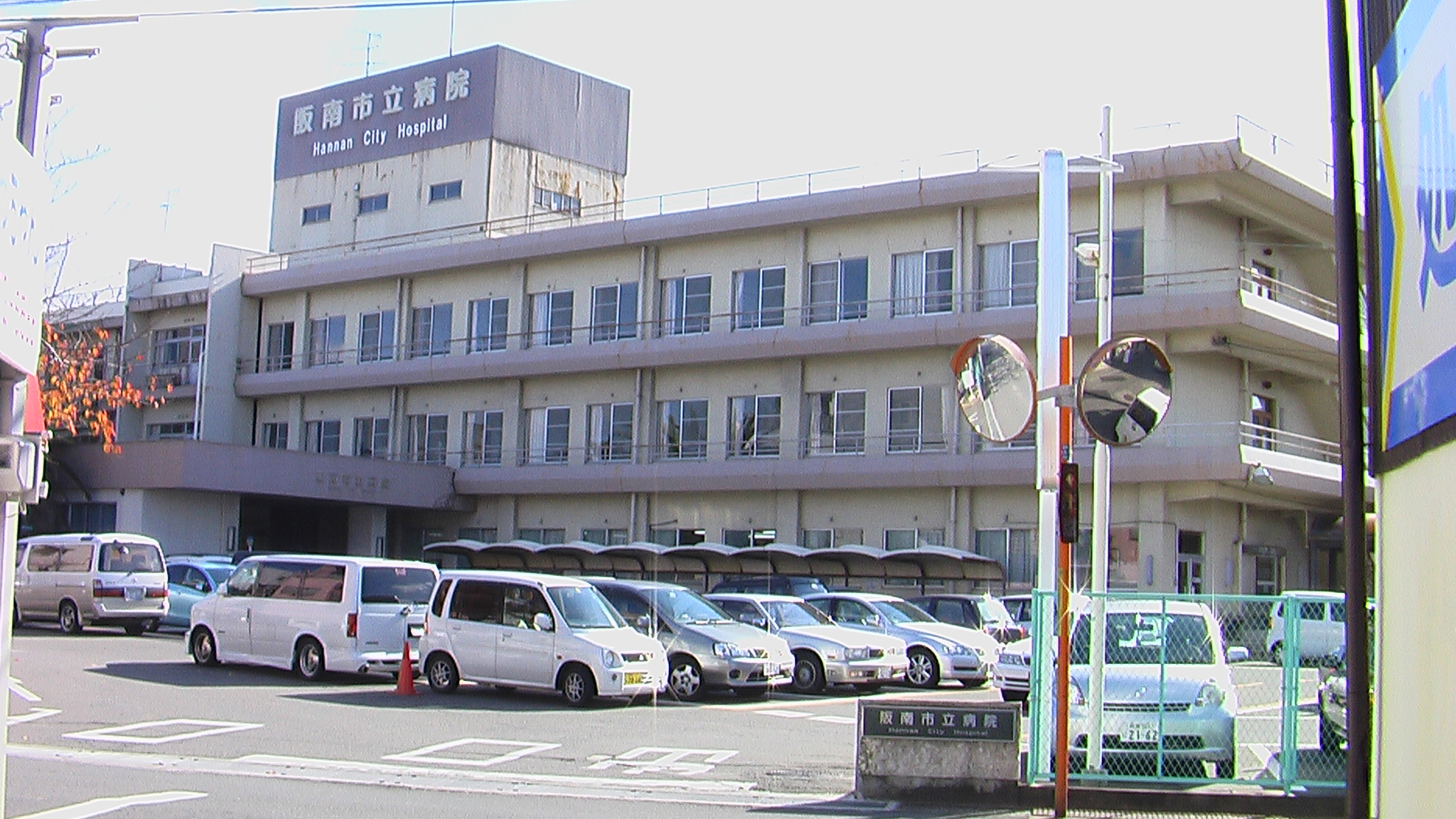
旧 阪南市立病院

## 診療科
（この節の出典）
- 総合診療科
- 内科
- 消化器内科
- 循環器内科
- 外科・消化器外科
- 整形外科センター（整形外科）
- 脳神経外科
- 腫瘍外科センター
- 小児科
- 皮膚科
- 形成外科
- 泌尿器科
- 婦人科
- 眼科
- 耳鼻咽喉科
- リハビリテーション科
- 放射線診断センター
- 病理診断科
- 急病救急科
- 麻酔科
- 歯科口腔外科
- 健康管理センター

## 医療機関の指定・認定
（下表の出典）
| 保険医療機関                                   | 労災保険指定病院                     |
| 生活保護法指定病院                             | 結核指定病院                         |
| 指定自立支援病院（育成医療）                   | 特定疾患治療研究事業委託医療機関     |
| 原子爆弾被害者一般疾病医療取扱病院             | DPC対象病院                          |
| 指定小児慢性特定疾病医療機関                   | 指定自立支援医療機関（精神通院医療） |
| 身体障害者福祉法指定医の配置されている医療機関 | 公害医療機関                         |

- 救急告示病院（二次救急）[5]
- 公益財団法人日本医療機能評価機構認定病院[6]
- このほか、各種法令による指定・認定病院であるとともに、各学会の認定施設でもある。

## 交通アクセス
- 南海本線「尾崎駅」より徒歩2分[4]